# Yvonne Nèvejean

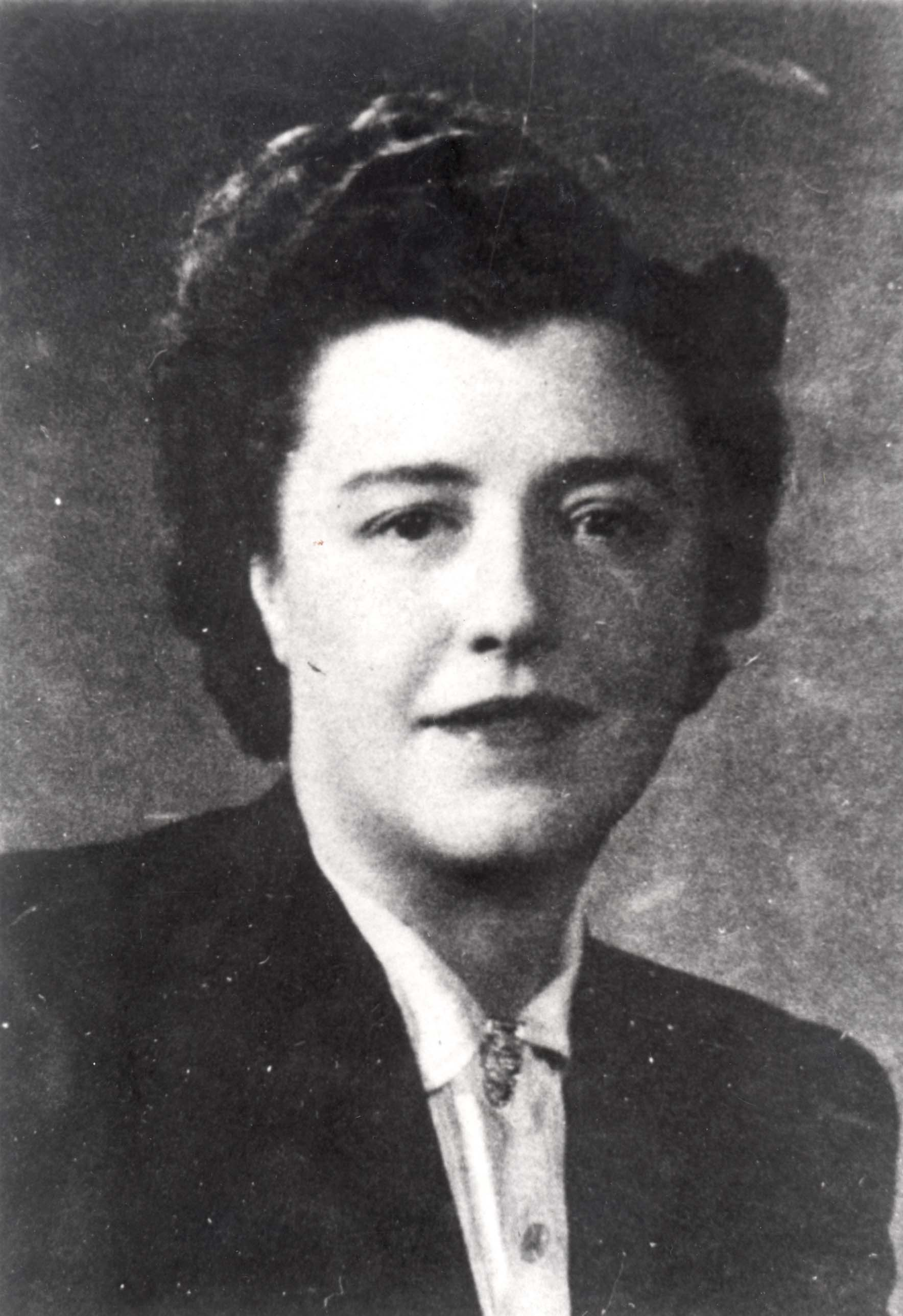
Yvonne Nèvejean

Yvonne Nèvejean (Gentbrugge, 15 november 1900 - Elsene 10 augustus 1987) was een Belgische verzetsstrijder. Als directrice van Nationaal werk voor Kinderwelzijn stond ze tijdens de Tweede Wereldoorlog in voor het verbergen van Joodse kinderen in het bezette België. Ze speelde een rol bij het verbergen van ongeveer 4000 kinderen.

## Biografie
Nèvejean behaalde een diploma van maatschappelijk werkster aan de École centrale de Service social in Brussel. Daarop ging ze studeren aan de Universiteit van Gent en vervolgens in de VS, waar ze een Master of Arts in Social and Political sciences behaalde aan de New York State University. Na haar terugkeer naar België in 1928 begon ze te werken voor het Nationaal Werk voor Kinderwelzijn (NWK), een parastatale instelling die een netwerk van kindertehuizen in heel België exploiteerde. Ze klom snel op en werd in 1940 directrice van het NWK. 
De nazi's begonnen Belgische Joden te deporteren in de zomer van 1942. Op dat moment werd Nèvejean benaderd door het Joodsch Verdedigingscomiteit(opgericht in 1942 door Hertz Jospa als onderdeel van de grote verzetsorganisatie Onafhankelijkheidsfront), en gevraagd om Joodse kinderen te redden die gescheiden waren van hun ouders. Nèvejean handelde in wezen alleen en stemde ermee in om kinderen onder te brengen bij gezinnen en instellingen om hen te beschermen, waaronder veel kloosters en tekuizen van het NWK. Uiteindelijk redde ze het leven van ongeveer 4.000 Joodse kinderen. 
Het Joodsch Verdedigingscomiteit financierde de uitgebreide reddingsoperatie van Nèvejean, maar toen zijn middelen niet toereikend waren, vond Nèvejean financiering van banken en van de in Londen gevestigde Belgische regering in ballingschap en het American Jewish Joint Distribution Committee. De Gestapo probeerde de operaties van Nèvejean te stoppen en arresteerde enkele redders en onderduikers, maar was over het algemeen niet succesvol vanwege de dappere opstelling van Nèvejean, die hulp kreeg van prominente Belgen als koningin-moeder Elisabeth (erevoorzitster van het NWK) en Leon Platteau van het Belgische ministerie van justitie. De Belgische priester pater Joseph André uit Namen was ook prominent in deze beweging.
Onder Nèvejean zette het NWK zich ook in voor kinderen die slachtoffers waren van bombardementen. Meteen na de oorlog zorgde ze voor repatriëring van kinderen. 
In 1947 trouwde ze met de zakenman Guy Feyerick (1903-1965). 

## Eerbetoon
Vanwege haar inzet werd Yvonne Nèvejean geëerd binnen en buiten België. In 1965 werd ze door Yad Vashem, de Holocaust Remembrance Authority in Jeruzalem, aangewezen als Rechtvaardige onder de Volkeren.
In 1996 werd een postzegel uitgegeven in België met haar afbeelding.
Op 19 december 2016 werd beslist door het gemeentebestuur van Gent een straat naar haar te vernoemen.
De 162e promotie Sociale en Militaire Wetenschappen aan de Koninklijke Militaire School te Brussel kreeg in 2022 de naam Yvonne Nèvejean ter ere van haar daden.